# SC Viernheim

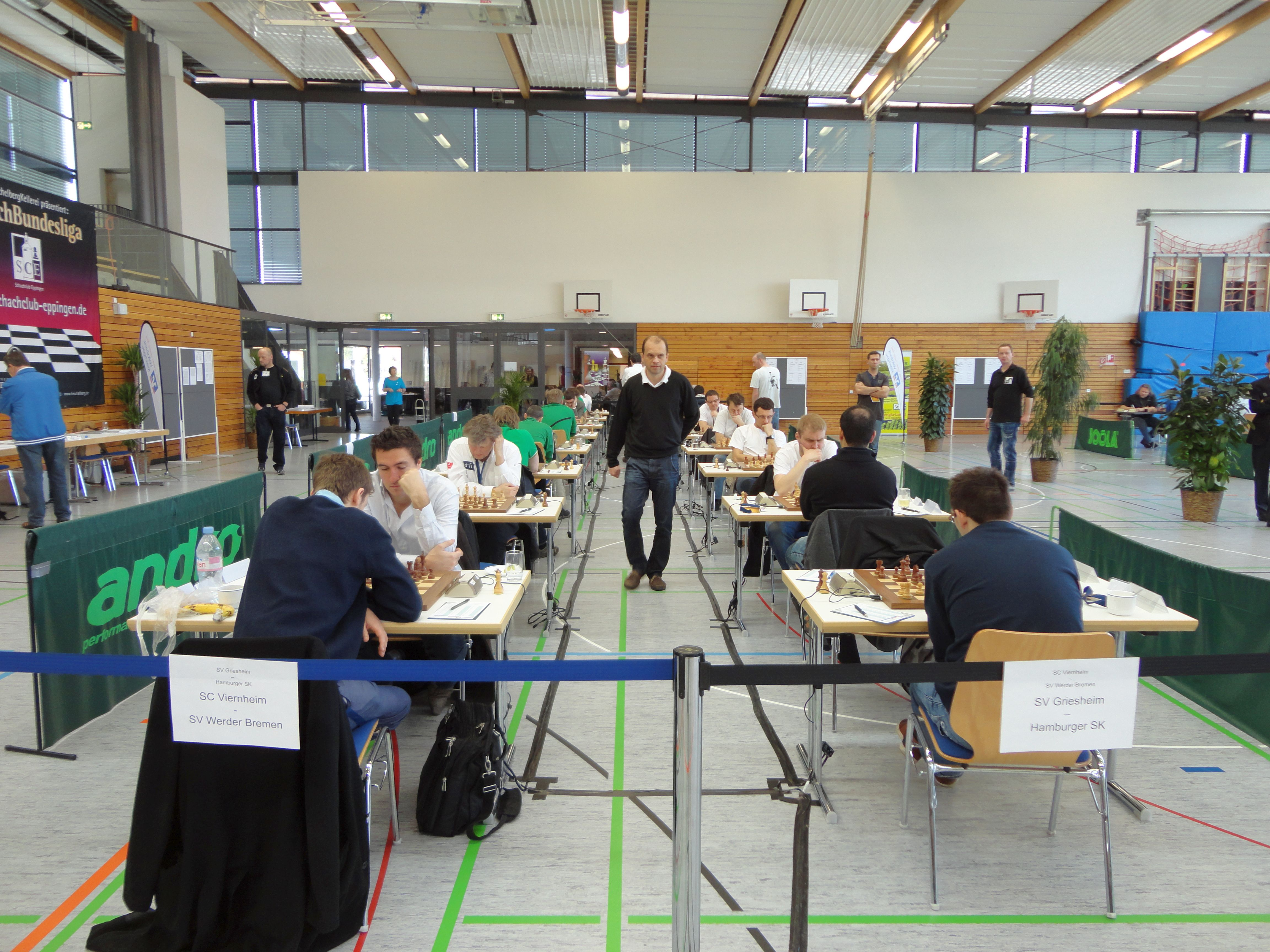
SC Viernheim gegen SV Werder Bremen beim Finale der Schachbundesliga 2013/14

Der Schachclub Viernheim 1934 e. V. ist ein deutscher Schachverein, dessen Mannschaft im allgemeinen Spielbetrieb in der deutschen Schachbundesliga antritt. Obwohl in Hessen gelegen, ist Viernheim Mitglied des Badischen Schachverbandes, Bezirk Mannheim, in deren Ligen die unteren Mannschaften spielen.

## Geschichte
Der Verein wurde am 25. Oktober 1934 gegründet. In der Saison 1987/1988 gelang dem SC Viernheim erstmals der Aufstieg in die Zweitklassigkeit, wo man sich in den 1990er-Jahren etablierte. In der Saison 1997/98 gelang dem SC erstmals der Aufstieg in die höchste deutsche Spielklasse, in der Saison 1998/99 folgte mit dem vorletzten Rang aber der sofortige Abstieg. Auch nach dem Aufstieg in die Schachbundesliga 2013 folgte in der Saison 2013/2014 der Abstieg als Tabellenletzter ohne einen Sieg. In der Saison 2017/18 wurde Viernheim erneut Meister der 2. Liga Süd, qualifizierte sich damit für die Saison 2018/19 der Schachbundesliga und erreichte dort den 5. Platz.
Nachdem der Club in den letzten Jahren zwei Mal Vizemeister der Schachbundesliga war, erlangte er 2024 die Deutsche Meisterschaft.

## Kader
Der Kader der ersten Mannschaft des SC Viernheim in der Saison 2023/24:
- GM Hikaru Nakamura (Elo: 2795)
- GM Nodirbek Abdusattorov (Elo: 2766)
- GM Jan-Krzysztof Duda (Elo: 2734)
- GM Şəhriyar Məmmədyarov (Elo: 2734)
- GM Parham Maghsoodloo (Elo: 2733)
- GM David Antón Guijarro (Elo: 2670)
- GM Jurij Kryworutschko (Elo: 2682)
- GM Anton Korobow (Elo: 2688)
- GM Bassem Amin (Elo: 2671)
- GM Georg Meier (Elo: 2608)
- GM Dennis Wagner (Elo: 2613)
- GM Serhij Fedortschuk (Elo: 2546)
- GM Arik Braun (Elo: 2594)
- GM Rainer Buhmann (Elo: 2562)
- GM Sébastien Mazé (Elo: 2561)
- IM Dinara Wagner (Elo: 2451)
- FM Marco Dobrikov (Elo: 2366)
- Yuxuan Meng (Elo: 1864)[4]